# Пошнер, Маркус
Маркус Пошнер (нем. Markus Poschner; род. 1 февраля 1971, Мюнхен) — немецкий дирижёр.
Окончил Мюнхенскую высшую школу музыки и театра, ученик Германа Михаэля. Занимался также под руководством Йормы Панулы и Колина Дэвиса.
В 1999—2006 гг. возглавлял Грузинский камерный оркестр, базирующийся в Ингольштадте. В сезоне 2006—2007 гг. первый капельмейстер берлинской Комише опер. С 2007 г. генеральмузикдиректор Бремена; в 2015 г. одновременно возглавил Оркестр итальянской Швейцарии. Как приглашённый дирижёр выступает с ведущими оркестрами Германии, включая Мюнхенский и Дрезденский филармонические оркестры, гастролировал во Франции, Австрии, Аргентине, Японии и Китае. В 2004 г. удостоен Германской премии для дирижёров. В 2010 г. Бременский университет присвоил ему звание почётного профессора. Центральными авторами в репертуаре Пошнера остаются Людвиг ван Бетховен, Иоганнес Брамс, Рихард Вагнер и Рихард Штраус.
Выступает также как джазовый пианист.